# Diedrich Bader
Karl Diedrich Bader, född 24 december 1966 i Alexandria, Virginia, är en amerikansk skådespelare och komiker. Bader är mest känd för sin roll som Oswald i The Drew Carey Show.
Bader har varit gift med skådespelerskan Dulcy Rogers, sedan år 1997. Paret har två barn tillsammans.

## Filmografi i urval
- 1989 - Star Trek: The Next Generation (TV-serie)
- 1990–1991 - Skål (TV-serie)
- 1990 - 21 Jump Street (TV-serie)
- 1991 - Fresh Prince i Bel-Air (TV-serie)
- 1993 - The Beverly Hillbillies
- 1995 - Frasier (TV-serie)
- 1995–2004 - The Drew Carey Show (TV-serie)
- 1999 - Office Space
- 1999 - Bartok - en riktig hjälte (röst)
- 2001 - Jay and Silent Bob Strike Back
- 2002 - Ice Age (röst)
- 2004 - Napoleon Dynamite
- 2005 - Miss Secret Agent 2
- 2006 - Asterix och vikingarna (röst)
- 2007 - Surf's Up (röst)
- 2008 - Meet the Spartans
- 2008 - Bolt (röst)
- 2008 - CSI: Crime Scene Investigation (TV-serie)
- 2009 - CSI: Miami (TV-serie)
- 2010 - Medium (TV-serie)
- 2016–2021 - American Housewife (TV-serie)
- 2022 – Weird: The Al Yankovic Story (TV-film)